# Gratianus (tiếm vị)
Gratianus (mất khoảng tháng 2 năm 407) là một kẻ tiếm vị La Mã ở nước Anh thuộc La Mã từ năm 406-407.

## Binh nghiệp
Sau vụ sát hại kẻ tiếm vị Marcus, Gratianus được quân binh xứ Britannia tôn làm hoàng đế vào cuối năm 406, có lẽ vào khoảng tháng 10.  Xuất thân của ông, theo ghi chép của Orosius, Gratianus là dân La Mã-Briton và là một trong những người thuộc tầng lớp quý tộc thành thị, có thể là một curialis. Việc binh lính Britannia phò tá một quan chức không thuộc giới quân nhân cho thấy rằng có những vấn đề mà quân đội cảm thấy được một quan chức dân sự giải quyết tốt hơn, chẳng hạn như lương bổng, hoặc có thể là những bất đồng giữa Comes Britanniarum, Comes Litoris Saxonici và Dux Britanniarum.
Vụ tiếm vị xưng đế của Gratianus trùng hợp với một cuộc xâm lược của quân man di khổng lồ đang xâm nhập vào xứ Gaul; vào ngày cuối cùng của tháng 12 năm 406, một đạo quân gồm toàn người Vandal, Alan và Suebi (Sueves) đã vượt qua sông Rhine đóng băng. Trong suốt năm 407, họ tràn qua phía bắc xứ Gaul tiến đến Boulogne, và sử gia Zosimus viết rằng quân Britannia lo sợ một cuộc xâm lược qua eo biển Anh.
Sử gia J. B. Bury suy đoán rằng chính Stilicho, magister militum của hoàng đế Honorius, mới là kẻ xúi giục quân man di xâm lược xứ Gaul, vì lo ngại về những kẻ tiếm vị người Anh, nhưng không thể chống lại họ vì những động thái của Radagaisus và Alaric I. Cuộc xâm lược do đó nhằm đánh lạc hướng quân Anh. Giả thuyết này đã bị bác bỏ bởi các sử gia hiện đại như Thomas Burns, với lập luận rằng Stilicho đã phải dựa vào binh sĩ Gallic để đối phó với quân phiến loạn. Chỉ với những tổn thất nặng nề mà đội quân chiến tướng Gallic phải gánh chịu sau cuộc xâm lược của dân Vandal, Stilicho mới phải đánh giá lại phản ứng của mình trước cuộc nổi dậy của người Anh.
Khi tin tức về cuộc xâm lược của man tộc lọt qua Anh, và trận đột kích nhanh chóng của họ hướng đến Boulogne (cảng chính cung cấp nguồn tiếp liệu và vùng biên giới quân Anh sẽ xuất phát), binh sĩ trở nên dao động. Người ta suy đoán rằng quân Anh muốn vượt biển qua xứ Gaul và ngăn chặn đà tiến công của man tộc nhưng Gratianus đã ra lệnh cho họ ở lại. Bất mãn cực độ, quân sĩ bèn dấy loạn giết ông sau thời gian trị vì kéo dài 4 tháng và vào khoảng đầu tháng 2, họ chọn Constantine III làm hoàng đế tiếp theo.
Sử gia Geoffrey xứ Monmouth đã mô tả một người tương tự, tên là Gracianus Municeps, có lẽ cũng chính là nhân vật này.